# 마이 쎄시 걸
《마이 쎄시 걸》(영어: My Sassy Girl)은 2008년 공개된 미국의 로맨틱 코미디 영화로, 2001년 대한민국의 영화 《엽기적인 그녀》의 리메이크 작품이다.

## 출연
- 얼리샤 커스버트
- 제시 브래드퍼드
- 오스틴 베이시스
- 크리스 서랜던
- 제이 패터슨
- 톰 올드리지
- 루이스 머스틸로
- 브라이언 레디
- 스타크 샌즈
- 조애나 글리슨

## 기타 제작진
- 공동 제작: 테드 김, 잭 캐디슨, 브렌트 에머리
- 협력 제작: 조너선 쇼어
- 배역: 에이디 벌래스코
- 미술: 칼리나 이바노프
- 세트: 어맨다 캐럴
- 의상: 캐서린 마리 토머스